# Rockin' Revival
Rockin' Revival é o segundo álbum de estúdio da banda Servant, lançado em 1981.

## Faixas
1. Look Out Babylon
2. Rockin Revival
3. Isolated
4. Heidelberg Blues
5. Listen
6. Jealousies
7. Suburban Josephine
8. Ad Man
9. I'm Gonna Live